# Lips (Mythologie)
Lips (altgriechisch Λίψ Líps, dt. auch Libs, lateinisch Africus) war in der griechischen Mythologie die göttliche Verkörperung des Südwestwinds.
Der Name wird – ebenso wie der Libeccio in Korsika – von Libyen abgeleitet, das südwestlich von Griechenland liegt; entsprechend soll er in Ägypten den Westwind bezeichnet haben. Etymologisch wird Lips von λείβειν leíbein, deutsch ‚träufeln, benetzen‘, abgeleitet.
Am Turm der Winde in Athen ist Lips als Knabe mit einem Schiffssteven dargestellt, da er nach der Seeschlacht von Salamis die Trümmer der besiegten persischen Schiffe an die attische Küste geworfen haben soll. Nach anderer Deutung versinnbildlicht dies, dass er den in den Hafen Piräus einlaufenden Schiffen günstig war.